# Chewbacca
Chewbacca, även kallad Chewie (även känd som "Tuggback", "Tugg" och "Tuggis" i Sverige), är en rollfigur i Star Wars-filmerna (episod III-IX). Chewbacca är en långhårig varelse som härstammar från planeten Kashyyyk. Den arten Chewbacca är kallas för wookiee.
Inspirationen till Chewbacca var George Lucas hund, Indiana. Däremot var inte hunden lik Chewbacca, han ville syfta på att det är människans bästa vän vilket han är med Han Solo. Chewbacca är också andrepilot på Årtusendefalken och är mycket god vän med Han Solo. Chewbacca är en av de få wookieerna som överlevde krigen i episod III. Chewie och Han Solo mötes på det sättet att Han Solo var en utbildad kejserlig pilot. Han fick order att döda Chewbacca, men han vägrade. Efteråt flydde de båda från Imperiet och beslutade sig för att bli en smugglarduo.
Chewbacca har inget förståeligt språk, utan han har särskilda djurskrik och vrål. Ljudet som Ben Burtt gjorde syftade på döende/lidande djur såsom björn osv.
År 2009 blev en nyupptäckt fjärilsart uppkallad efter karaktären, Wockia chewbacca.

## Chewbacca i Star Wars: Legends

### Födelse och uppväxt
Chewbacca föddes på Kashyyyk cirka 200 BBY, som son till Attichitcuk, hövding av Kaapauku-stammen. Under unga år levde Chewbacca på Kashyyyk, men till skillnad från många andra Wookiees, vilka sällan lämnade planetens gröna skogar, hade Chewbacca en stark vilja att utforska och upptäcka.
Redan när Chewie fortfarande var i unga år (innan han hunnit fylla 100) var han välkänd för sina navigeringsfärdigheter.

### Livsskulden till Han Solo
Han Solo räddade Chewbacca ur slaveri, och enligt wookieernas kultur innebar detta att Chewbacca hamnade i skuld för livet till Solo. För att återgälda denna skuld, blev Chewbacca Solos följeslagare och andrepilot på rymdskeppet Årtusendefalken. Med tiden blev Solo och Chewbacca bästa vänner. De har vid ett flertal tillfällen räddat varandra ur besvärliga situationer.
Chewbacca är en skicklig mekaniker och kämpe med sin Wookie Bowcaster.
Många år efter att den sjätte filmen utspelar sig, dör Chewbacca som en värdig, 200-årig wookie. Under en flykt undan fiender, lyckades Chewie att föra Anakin Solo (Han Solos son, uppkallad efter Anakin Skywalker) upp på Årtusendefalken och rädda honom, men han faller själv av. Årtusendefalken hamnar under kraftig beskjutning, och man hinner inte stanna för att hämta Chewbacca. Han blev känd bland andra wookier för allt som han hade gjort och det faktum att det tog en hel planet för att döda honom. När Han Solo fick veta hur hans bäste vän dött, försjönk han i en period av alkoholism.

## Skådespelare
Chewbacca spelas av Peter Mayhew, och vissa delar i Star Wars: The Force Awakens (2015) av Joonas Suotamo.
Chewies stand-in heter Stephen Calcutt i originaltrilogin (1977, 1980, 1983), och i Return of the Jedi (1983) har Mayhew även Steven Meeks som stand-in.
Stunts som inte Mayhew kunde utföra i Star Wars: A New Hope (1977) utförde Peter Brace, och stunts i The Force Awakens utförs av Ian Whyte.